# کایاباشی (آماسیه)
کایاباشی (به ترکی استانبولی: Kayabaşı) یک منطقهٔ مسکونی در ترکیه است که در آماسیه واقع شده‌است.